# 日落巴黎 (張國榮音樂特輯)
日落巴黎是一部於法國巴黎取景拍攝的張國榮音樂特輯。1989年4月23日在翡翠台首播。

## 簡介
- 導演：蕭潮順
- 嘉賓導演：吳宇森
- 主演：張國榮、鍾楚紅、張曼玉
- 語言：粤語、英语、法語

## 劇情
Leslie（張國榮）和Maggie（張曼玉）是一對戀人，感情要好。奈何Leslie要遠赴巴黎學習戲劇，為了實踐理想，Leslie只好選擇與Maggie分隔兩地。在巴黎生活中，Leslie認識了畫家Cherie（鍾楚紅），繼而發展戀情。之後Maggie到巴黎探望男友，無意中發覺自己的男朋友已經移情別戀。陷入三角苦戀之下，眾人都希望為這段複雜的關係作出解決及補救。

## 歌曲
1. 别話
2. 想你
3. 偏心
4. 無需要太多
5. 烈火燈蛾
6. 情感的刺
7. 最愛
8. 由零開始